# Карл Гуцков
Карл Гуцков (нім. Karl Gutzkow; 17 березня 1811, Берлін — 16 грудня 1878, Франкфурт-на-Майні ) — німецький письменник, драматург і журналіст. Один з керівників літературного руху Молодої Німеччини і видатний представник раннього реалізму в Німеччині.

## Життєпис

### 1811—1834
Карл Гуцков був сином Карла Августа, дрібний службовець військового міністерства, служив конюшим у принца Вільгельма Прусського. З раннього віку малий Карл проявив помітні здібності і до того ж мав жвавий характер. Через це, незважаючи на скрутні обставини в родині, він з десяти років був відданий на навчання у Фрідріхвердерську (за назвою району Берліна) гімназію (Friedrichwerdersche Gymnasium). На літній семестр 1829 року Гуцков вступив до Берлінського університету для вивчення теології, філології та філософії. Він слухав серед інших лекції Гегеля і Шлейермахера. Будучи студентом, Гуцков входив у заборонений парубоцький гурток, Societas bibatoria, який вже існував і у гімназії Фрідріхвердера і який саморозпустився незадовго до початку поліцейських репресій влітку 1831 року. У 1830 році Гуцков отримав нагороду від Берлінського університету за свою роботу (De diis fatalibus), яка була йому урочисто вручена самим Гегелем в актовому залі університету 3 серпня. Французька липнева революція розбурхала політичні та соціальні питання та вимоги свого часу. І ще як студент Гуцков почав у 1831 році видання власного літературного часопису, однак, довелося закрити через невелику кількість передплатників. У листопаді 1831 року Гуцков покинув Берлін і поїхав до свого кумира, літературного критика Вольфганга Менцеля до Штутгарту, де він працював у його «Літературному листку» (Literatur-Blatt) до 1834 року. У 1832 р. заочно отримав докторський ступінь з філософії Єнського університету. У жовтні того ж року книгу Гуцков перейшов на зимовий семестр 1832/33 у Гайдельберзький університет для вивчення права. На літній семестр 1833 р. він перейшов на навчання в університет в Мюнхені. Влітку 1833 року Гуцков подружився з Генріхом Лаубе, з яким він здійснив подорож до Австрії та північної Італії. Після цієї поїздки Гуцков вирішив стати професійним письменником.

### 1835—1841
У серпні 1835 р. вийшов друком роман Гуцкова «Валлі-сумнівниця» (Wally, die Zweiflerin). Вже у вересні роман був заборонений в Пруссії і незабаром після цього у всіх інших державах Німецької конфедераціїт. Заборона викликала кампанію проти авторів «Молодої Німеччини», в якій особливо активним був колишній наставник Гуцкова Вольфганг Менцель, який визначив книгу як «аморальну». У листопаді 1835 року всі твори Гуцкова, Вінкабарга, Лаубе і Мундта і всі книги видавництва Захарія Левенгаля в Пруссії були заборонені. 10 грудня у німецькому Бундестазі прийнято постанову про заборону розповсюдження творів Гуцкова, Гейне, Лаубсе, Мундта і Вінкабарга. Автори не тільки мали бути приглушені, але їхні імена повинні були повністю зникнути з публічного простору.
13 січня 1836 року Гуцков був засуджений Мангеймським судом за «зневагу релігії» до місяця в'язниці, після того, як він вже провів шість тижнів під арештом, що не було прийнято до уваги. Влітку того ж року він одружився з Амалію Клоне. З 1838 року він видавав у Гамбурзі «Телеграф для Німеччини» (Telegraph für Deutschland), в якому, серед інших, працювали разом Фрідріх Енгельс, Фрідріх Геббель і Георг Гервег. У Гамбурзі спілкувався у салоні Рози Марії Ассінг і провів серію лекцій з тематики драм класичного репертуару. У 1839 році у Франкфурті відбулася прем'єра першої п'єси Гуцкова «Річард Севідж» (Richard Savage).

### 1842—1851
У 1842 році Гуцков вперше поїхав до Парижа, де, серед інших, познайомився з Жорж Санд. Наприкінці року він переїхав до Франкфурта. Цензура його робіт закінчилася в середині 1843 року, після чого він зміг працювати легально і під власним ім'ям знову. У 1845 році опублікував свої враження від Відня як результат відвідин. Книга мала наслідком заборону його творів в Австрії. Наприкінці 1846 року він стає драматургом придворного театру в Дрездені, куди переїхав зі своєю сім'єю з Франкфурта. Проте пост драматурга Дрезднерського Гофтеатру він втратив в результаті революції і контрреволюції влітку 1849 р.
На початку революції у березні 1848 р. Гуцков був у Берліні. У відповідь на події там він опублікував свою летючку «Звернення до народу» (Ansprache an das Volk). У 1849 році він виїхав у Берлін для участі у засіданнях Другої прусської палати. У цьому ж році після смерті дружини він одружився з її кузиною Бертою Мейдінгер.
З липня 1850 р. у продовженнях з'являються перші дві книги його великого роману часу і суспільства «Лицарі Духа» (Die Ritter vom Geiste). Наприкінці 1851 року роман повністю був виданий у книжній формі: дев'ять томів із загальним обсягом близько 4100 сторінок.

### 1852—1878

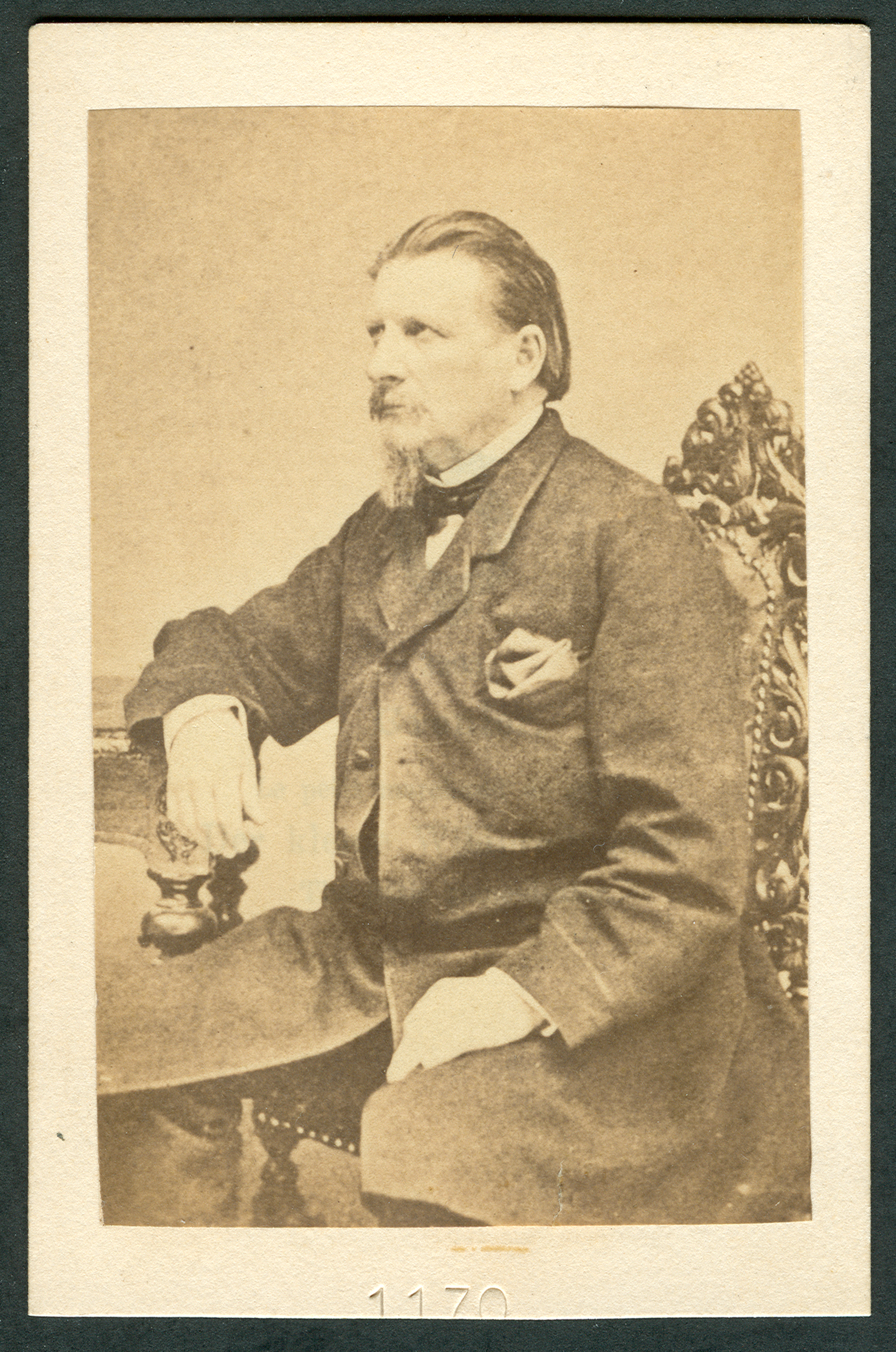
Бл. 1860: Візитна карта Гуцкова роботи невідомого копювальника

У 1852 році почалася публічна полеміка з Юліаном Шмідтом і Густавом Фрейтагом, які виявляли чіткі особисті антипатії та естетичні відмінності між Гутковим і прихильниками «програмного реалізму». Вона ввійшла в історію німецької літератури як «Суперечка прикордонників» за назвою журналу «Граничні посланці» (Die Grenzboten). Суперечка почалася з видаленням Юліаном Шмідтом нової редакції Гутцкової «Валлі-сумнівниці» під назвою «Останні дні». У ході аргументації Шмідт пояснив, що Гутцков заслуговує того, щоб його «переслідували до знищення». У 1855 р. Гуцков відповів критикою купецького роману Фрейтага Soll und Haben (у англійському перекладі «Дебіт і кредит»). З вересня 1852 року Гуцков видавав тижневик «Спілкування на печі» (Unterhaltungen am häuslichen Herd). Він керував ним до 1862 року, а потім передав його своєму найважливішому співробітникові Карла Френцелю. З 1858 р. з'являється другий роман Гуцкова «Чарівник Риму» (Der Zauberer von Rom), який був завершений в 1861 році і як «Лицарі Духа» також складався з дев'яти томів. У 1861 р. він переїхав до Веймара, де став генеральним секретарем Фонду Шиллера, у заснуванні якого він зіграв вирішальну роль у 1855 і 1859 роках. Наприкінці 1864 Гуцков подав у відставку. У січні 1865 при розпалі серйозної психічної кризи Гуцков спробував вкоротити собі життя. Тоді він поїхав до санаторію Св. Гільгенберга поблизу Байройта, де і залишився до кінця лікування в грудні 1865 року. Потім він переїхав до «рекомендованих резиденцій в напів-сільській тиші» в Кессельштадті. Там він жив між 1866 і 1869 рр. У Кессельштадті Гуцков закінчив свій роман Hohenschwangau (приблизний переклад назви «Високогір'я лебедів»), який вийшов у 1867/1868 рр.. У 1869 була прем'єра його п'єси «Вестфальський мир» (Der westphälische Friede). У 1873 році вже в Берліні Гуцков знову мав важкі проблемами з психічноим здоров'ям, сталися повторні пароксизми. Наприкінці 1873 року з дочкою Сельмою він практично втік з Берліну і поїхав до Італії, де провів зиму 1873/74. У 1874 році він оселився зі своєю сім'єю в Віблінгені, де жив у замку барона Ла Рош Старкенфельса. У 1875 р. Переїхав до сусіднього Гейдельберга. У 1877 році він опублікував свій останній роман «Нові брати Серапіона». Цього року він переїхав до Франкфурта-Заксенхаузен. 19 грудня 1878 р. Гуцков трагічно пішов з життя від отруєння уві сні чадним газом.. Він був похований 19 грудня на центральному кладовищі Франкфурту.